# Nostra Senyora del Cenacle de Sant Esteve del Monestir

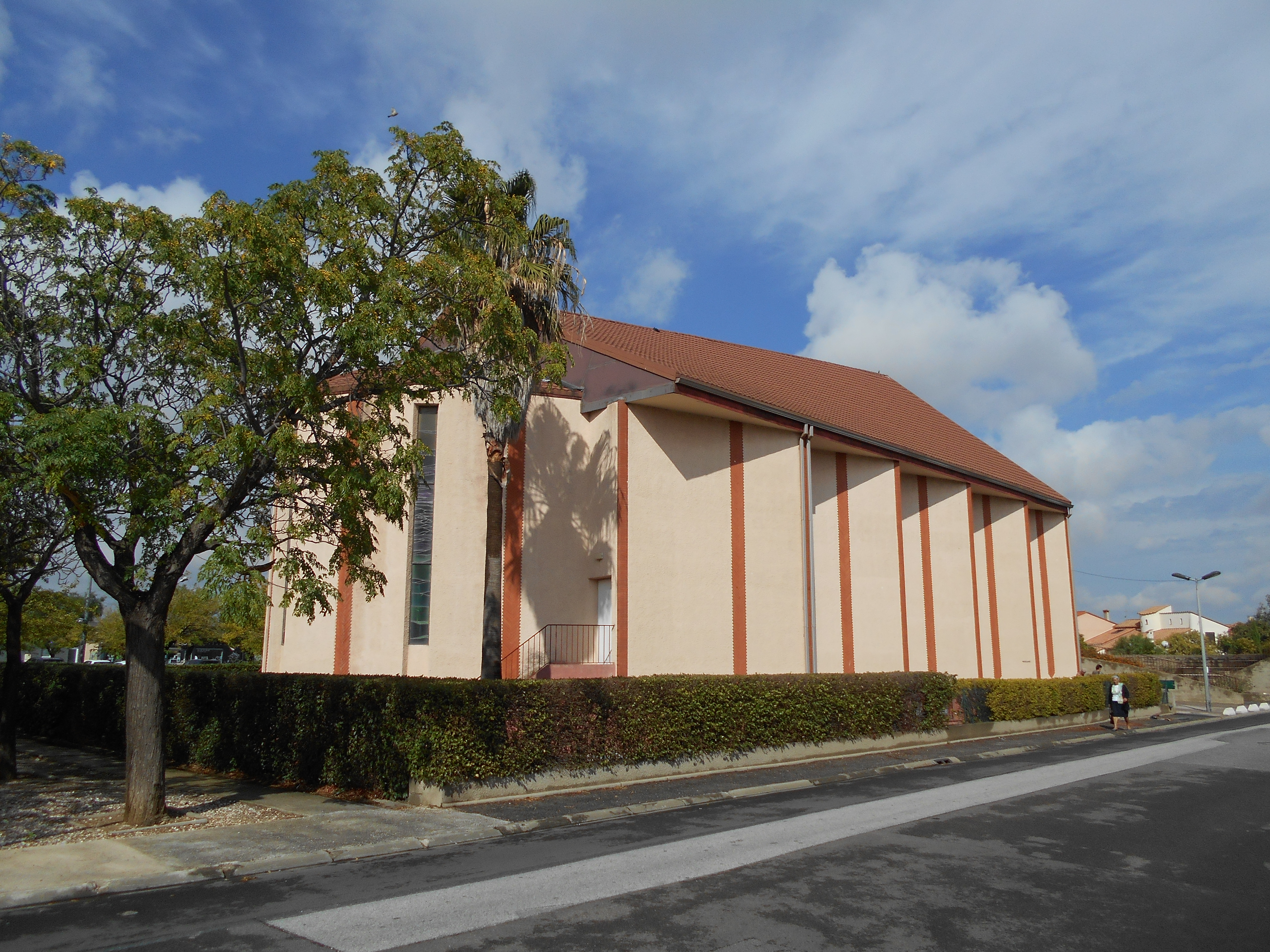
Nostra Senyora del Cenacle

Nostra Senyora del Cenacle de Sant Esteve del Monestir és la segona església parroquial del poble de Sant Esteve del Monestir, a la comarca del Rosselló (Catalunya Nord).
Està situada al bell mig de la zona nord del nucli urbà de Sant Esteve del Monestir, en un barri de nova creació.
Aquesta església compta amb la cripta dedicada a Santa Bernadeta.